# Sowjetischer Fußballpokal 1990/91
Der Sowjetische Fußballpokal 1990/91 war die 50. Austragung des sowjetischen Pokalwettbewerbs der Männer. Pokalsieger wurde ZSKA Moskau. Das Team setzte sich im Finale gegen Torpedo Moskau durch. ZSKA qualifizierte sich durch den Sieg für den Europapokal der Pokalsieger.
Der Pokal war von einer großen Anzahl technischer Niederlagen wegen des Spielboykotts georgischer (außer Dinamo Suchum) und litauischer Mannschaften aufgrund des beginnenden Zusammenbruchs der UdSSR, sowie einer Reihe von Vereinen aus den anderen Republiken geprägt. Die Georgische SSR war eine der ersten Unionsrepublik, die sich von der Sowjetunion lossagte. Die litauischen Vereine zogen sich aus dem Wettbewerb zurück und traten der baltischen Liga bei, was ein Kompromiss zwischen den baltischen Staaten und der Sowjetunion darstellen sollte. Dennoch wurden die litauischen Vereine in den Wettbewerb aufgenommen.

## Modus
An dem Wettbewerb nahmen die 16 Erstligisten, die 22 Zweitligisten und 42 Mannschaften der drittklassigen Wtoraja Liga teil.
In der 3. Runde und im Achtelfinale wurden die Sieger in Hin- und Rückspiel ermittelt. Gab es nach beiden Partien Torgleichstand, entschied die Anzahl der auswärts erzielten Tore (Auswärtstorregel). War auch deren Anzahl gleich, fand im Rückspiel eine Verlängerung statt, in der auch die Auswärtstorregel galt. Wurde in der Verlängerung kein Treffer erzielt, musste der Sieger durch ein Elfmeterschießen ermittelt werden.
In den anderen Runden wurden die Begegnungen in einem Spiel entschieden. Stand es in den K.-o.-Spielen nach regulärer Spielzeit unentschieden, wurde das Spiel um zweimal 15 Minuten verlängert. Stand danach kein Sieger fest, wurden der Sieger per Elfmeterschießen ermittelt.

## Teilnehmende Teams
| Wysschaja Liga (16) | Wysschaja Liga (16) | Perwaja Liga (22) | Perwaja Liga (22) |
| --- | --- | --- | --- |
| - Dynamo Moskau - Spartak Moskau - Torpedo Moskau - ZSKA Moskau - Ararat Jerewan - Dynamo Kiew - Dinamo Minsk - Dnjepr Dnjepropetrowsk                                                                  | - Guria Lantschchuti - Iberia Tiflis - Metallist Charkow - Pamir Duschanbe - Rotor Wolgograd - Schachtjor Donezk - Tschernomorez Odessa - FK Žalgiris Vilnius                                                                   | - Dinamo Batumi - Dynamo Stawropol - Dinamo Suchum - Fakel Woronesch - Geolog Tjumen - Kairat Alma-Ata - Kotajk Abowjan - Kuban Krasnodar - Kusbass Kemerowo - Lokomotive Moskau - Lokomotive Nischni Nowgorod | - Metallurg Saporoschje - Neftçi Baku - Nistru Kischinjow - Pachtakor Taschkent - Rostselmasch Rostow - Schinnik Jaroslawl - Spartak Wladikawkas - Tawrija Simferopol - Tiras Tiraspol - Torpedo Kutaissi - Zenit Leningrad |
| Wtoraja Liga (42) | | | |
| - Alga Frunse - Baltika Kaliningrad - FSK Bukowina Czernowitz - Daugava Riga - Dynamo Barnaul - Dynamo Brjansk - Galitschina Drogobytsch - Gastello Ufa - Karpaty Lwow - Kolcheti Chobi - Kolcheti Poti | - Kremin Krementschuk - Krylja Sowetow Kuibyschew - Maschuk Pjatigorsk - Meliorator Schymkent - Metallurg Lipezk - Navbahor Namangan - Neftjanik Fergana - Nywa Ternopil - Nywa Winnyzja - Okean Nachodka - Sanavardo Samtredia | - Sarja Woroschilowgrad - FK Soʻgʻdiyona Jizzax - Sokol Saratow - SKA Odessa - SKA Rostow - Swesda Irkutsk - Swesda Perm - Tekstilschtschik Kamyschin - Terek Grosny - Topedo Rjasan                           | - Torpedo Wladimir - Traktor Pawlodar - Uralmasch Swerdlowsk - Wolgar Astrachan - Worskla Poltawa - FK Wachsch - Wolyn Luzk - Zelinnik Zelinograd - Zement Noworossijsk - Zenit Ischewsk                                    |

## 1. Runde
Teilnehmer: Die 22 Zweitligisten und 42 Drittligisten.
| Datum      |                            | Ergebnis              |                             |
| ---------- | -------------------------- | --------------------- | --------------------------- |
| 14.04.1990 | Alga Frunse                | 2:1                   | FK Wachsch                  |
| 14.04.1990 | FSK Bukowina Czernowitz    | 2:0                   | Nywa Ternopil               |
| 14.04.1990 | Wolyn Luzk                 | 1:2                   | Tawrija Simferopol          |
| 14.04.1990 | Worskla Poltawa            | 0:0 n. V. (4:1 i. E.) | Nywa Winnyzja               |
| 14.04.1990 | Daugava Riga               | 2:0                   | Baltika Kaliningrad         |
| 14.04.1990 | Dynamo Brjansk             | 1:1 n. V. (4:5 i. E.) | Lokomotive Moskau           |
| 14.04.1990 | Galitschina Drogobytsch    | 2:1                   | Metallurg Saporoschje       |
| 14.04.1990 | Swesda Perm                | 5:0                   | Fakel Woronesch             |
| 14.04.1990 | Zenit Ischewsk             | 2:0                   | Kuban Krasnodar             |
| 14.04.1990 | Karpaty Lwow               | 2:1                   | Nistru Kischinjow           |
| 14.04.1990 | Kremin Krementschuk        | 1:0                   | Tiras Tiraspol              |
| 14.04.1990 | Krylja Sowetow Kuibyschew  | 1:1 n. V. (3:5 i. E.) | Gastello Ufa                |
| 14.04.1990 | Meliorator Schymkent       | 2:0                   | Kairat Alma-Ata             |
| 14.04.1990 | Metallurg Lipezk           | 3:0                   | Rostselmasch Rostow         |
| 14.04.1990 | Neftjanik Fergana          | 4:0                   | Geolog Tjumen               |
| 14.04.1990 | SKA Odessa                 | 0:0 n. V. (2:4 i. E.) | Zenit Leningrad             |
| 14.04.1990 | SKA Rostow                 | 3:2                   | Dinamo Suchum               |
| 14.04.1990 | Tekstilschtschik Kamyschin | 8:1                   | Kotajk Abowjan              |
| 14.04.1990 | Terek Grosny               | 1:1 n. V. (4:3 i. E.) | Spartak Wladikawkas         |
| 14.04.1990 | Torpedo Wladimir           | 3:0                   | Sokol Saratow               |
| 14.04.1990 | Topedo Rjasan              | 1:2                   | Schinnik Jaroslawl          |
| 14.04.1990 | Traktor Pawlodar           | 2:0                   | Pachtakor Taschkent         |
| 14.04.1990 | Uralmasch Swerdlowsk       | 1:0                   | Lokomotive Nischni Nowgorod |
| 14.04.1990 | Zelinnik Zelinograd        | 3:2                   | Dynamo Barnaul              |
| 14.04.1990 | Zement Noworossijsk        | 2:0                   | Sarja Woroschilowgrad       |
| 14.04.1990 | Kolcheti Chobi             | 0-:+ 1                | Dynamo Stawropol            |
| 14.04.1990 | Kolcheti Poti              | 0+:- 1                | Sanavardo Samtredia         |
| 14.04.1990 | Maschuk Pjatigorsk         | 1+:- 1                | Dinamo Batumi               |
| 14.04.1990 | Navbahor Namangan          | 1+:- 1                | Neftçi Baku                 |
| 14.04.1990 | Okean Nachodka             | 1+:- 1                | Swesda Irkutsk              |
| 14.04.1990 | FK Soʻgʻdiyona Jizzax      | 1+:- 1                | Kusbass Kemerowo            |
| 14.04.1990 | Wolgar Astrachan           | 1+:- 1                | Torpedo Kutaissi            |

## 2. Runde
Teilnehmer: Die 32 Sieger der 1. Runde
| Datum      |                            | Ergebnis              |                         |
| ---------- | -------------------------- | --------------------- | ----------------------- |
| 02.05.1990 | Daugava Riga               | 4:2                   | Galitschina Drogobytsch |
| 02.05.1990 | Zenit Ischewsk             | 0:0 n. V. (2:4 i. E.) | Uralmasch Swerdlowsk    |
| 02.05.1990 | Zenit Leningrad            | 1:0                   | Worskla Poltawa         |
| 02.05.1990 | Lokomotive Moskau          | 3:1                   | Torpedo Wladimir        |
| 02.05.1990 | Neftjanik Fergana          | 6:0                   | Meliorator Schymkent    |
| 02.05.1990 | Navbahor Namangan          | 1:2                   | Alga Frunse             |
| 02.05.1990 | SKA Rostow                 | 2:0 n. V.             | Zement Noworossijsk     |
| 02.05.1990 | Tawrija Simferopol         | 3:1 n. V.             | FSK Bukowina Czernowitz |
| 02.05.1990 | Tekstilschtschik Kamyschin | 6:0                   | Wolgar Astrachan        |
| 02.05.1990 | Schinnik Jaroslawl         | 1:0                   | Metallurg Lipezk        |
| 02.05.1990 | Dynamo Stawropol           | 1+:- 1                | Terek Grosny            |
| 02.05.1990 | Gastello Ufa               | 1+:- 1                | Swesda Perm             |
| 02.05.1990 | Karpaty Lwow               | 1+:- 1                | Kremin Krementschuk     |
| 02.05.1990 | Maschuk Pjatigorsk         | 1+:- 1                | Kolcheti Poti           |
| 02.05.1990 | Traktor Pawlodar           | 1+:- 1                | Okean Nachodka          |
| 02.05.1990 | Zelinnik Zelinograd        | 1+:- 1                | FK Soʻgʻdiyona Jizzax   |

## 3. Runde
Teilnehmer: Die 16 Sieger der 2. Runde und die 16 Erstligisten
| Datum             |                            | Gesamt          |                        | Hinspiel | Rückspiel |
| ----------------- | -------------------------- | --------------- | ---------------------- | -------- | --------- |
| 22.05./20.07.1990 | Alga Frunse                | 2:5             | Dnjepr Dnjepropetrowsk | 2:1      | 0:4       |
| 22.05./20.07.1990 | Gastello Ufa               | 3:1             | Rotor Wolgograd        | 3:1      | 0:1       |
| 22.05./20.07.1990 | Zenit Leningrad            | 1:4             | Torpedo Moskau         | 1:2      | 0:2       |
| 22.05./20.07.1990 | Maschuk Pjatigorsk         | 1:4             | Tschernomorez Odessa   | 1:1      | 0:3       |
| 22.05./20.07.1990 | Tawrija Simferopol         | 1:4             | Dynamo Moskau          | 1:0      | 0:4       |
| 22.05./20.07.1990 | Traktor Pawlodar           | 2:7             | Dinamo Minsk           | 2:3      | 0:4       |
| 22.05./20.07.1990 | Zelinnik Zelinograd        | 1:4             | Schachtjor Donezk      | 0:2      | 1:2       |
| 22.05./20.07.1990 | Uralmasch Swerdlowsk       | 5:5 (4:2 i. E.) | Pamir Duschanbe        | 3:2      | 2:3 n. V. |
| 22.05./20.07.1990 | Schinnik Jaroslawl         | 1+:- 1          | Guria Lantschchuti     | +:-      | +:-       |
| 22.05./20.07.1990 | Dynamo Stawropol           | 1+:- 1          | Iberia Tiflis          | +:-      | +:-       |
| 22.05./20.07.1990 | Lokomotive Moskau          | 1+:- 1          | FK Žalgiris Vilnius    | +:-      | +:-       |
| 22.05./21.07.1990 | Daugava Riga               | 2:5             | Spartak Moskau         | 2:0      | 0:5       |
| 22.05./21.07.1990 | Karpaty Lwow               | (a)2:2(a)       | Metallist Charkow      | 0:1      | 2:1       |
| 22.05./21.07.1990 | Neftjanik Fergana          | 1:5             | ZSKA Moskau            | 0:2      | 1:3       |
| 22.05./03.11.1990 | SKA Rostow                 | 2:6             | Ararat Jerewan         | 2:1      | 0:5       |
| 20.07./03.08.1990 | Tekstilschtschik Kamyschin | 0:0             | Dynamo Kiew            | 0:0      | 1+:- 2    |

## Achtelfinale
| Datum             |                            | Gesamt |                        | Hinspiel | Rückspiel |
| ----------------- | -------------------------- | ------ | ---------------------- | -------- | --------- |
| 11.11./17.11.1990 | Gastello Ufa               | 1:4    | Uralmasch Swerdlowsk   | 1:2      | 0:2       |
| 11.11./17.11.1990 | Dinamo Minsk               | 4:2    | Schachtjor Donezk      | 3:1      | 1:1       |
| 11.11./17.11.1990 | Dynamo Stawropol           | 1:2    | Tschernomorez Odessa   | 1:0      | 0:2       |
| 11.11./17.11.1990 | Tekstilschtschik Kamyschin | 1:1    | Ararat Jerewan         | 1:1      | 1-:+ 1    |
| 11.11./17.11.1990 | ZSKA Moskau                | 6:3    | Dnjepr Dnjepropetrowsk | 4:1      | 2:2       |
| 12.11./17.11.1990 | Torpedo Moskau             | 5:1    | Karpaty Lwow           | 2:0      | 3:1       |
| 13.11./17.11.1990 | Dynamo Moskau              | 2:3    | Spartak Moskau         | 1:1      | 1:2       |
| 01.03./05.03.1991 | Schinnik Jaroslawl         | 0:0    | Lokomotive Moskau      | 1-:+ 1   | 0:0       |

## Viertelfinale
| Datum      |                   | Ergebnis              |                      |
| ---------- | ----------------- | --------------------- | -------------------- |
| 01.03.1991 | Torpedo Moskau    | 0:0 n. V. (3:1 i. E.) | Spartak Moskau       |
| 03.03.1991 | Ararat Jerewan    | 1:0                   | Tschernomorez Odessa |
| 05.03.1991 | ZSKA Moskau       | 4:1                   | Dinamo Minsk         |
| 02.04.1991 | Lokomotive Moskau | 2:0                   | Uralmasch Swerdlowsk |

## Halbfinale
| Datum      |                   | Ergebnis              |                |
| ---------- | ----------------- | --------------------- | -------------- |
| 02.05.1991 | Lokomotive Moskau | 0:3                   | ZSKA Moskau    |
| 02.05.1991 | Torpedo Moskau    | 0:0 n. V. (7:6 i. E.) | Ararat Jerewan |

## Finale
| Paarung        | ZSKA Moskau – Torpedo Moskau |
| Ergebnis       | 3:2 (1:1) |
| Datum          | 23. Juni 1991 |
| Stadion        | Olympiastadion Luschniki, Moskau |
| Zuschauer      | 37.000 |
| Schiedsrichter | Waleri Butenko |
| Tore           | 0:1 Juri Tischkow (43.) 1:1 Igor Kornejew (45.) 2:1 Igor Kornejew (67.) 2:2 Juri Tischkow (75.) 3:2 Oleg Sergejew (80.) |
| ZSKA Moskau    | Michail Jerjomin – Dmitri Kusnezow , Sergei Kolotowski, Sergei Fokin (70. Sergei Dmitrijew), Dmitri Bystrow – Igor Kornejew, Waleriý Broşin (83. Wiktor Januschewski), Michail Kolesnikow, Wladimir Tatartschuk – Waleri Masalitin (72. Oleg Maljukow), Oleg Sergejew Cheftrainer: Pawel Sadyrin |
| Torpedo Moskau | Waleri Sarytschew – Alexander Polukarow , Alexei Juschkow, Andrei Kalaitschew, Igor Tschugainow – Sergei Agaschkow, Andrei Afanasjew, Oleg Schirinbekow, Sergei Schustikow (70. Juri Matwejew), Nikolai Sawitschew (46. Sergei Grischin) – Juri Tischkow Cheftrainer: Walentin Iwanow            |
| Gelbe Karten   | keine – Andrei Afanasjew |